# Tebaldo e Isolina
Tebaldo e Isolina es una ópera en tres actos del compositor italiano Francesco Morlacchi, con libreto en italiano de Gaetano Rossi. Fue estrenada en el Teatro La Fenice de Venecia el 4 de febrero de 1822.  Una versión revisada se estrenó en el Grosses Königliches Opernhaus am Zwingerhof de Desde el 5 de marzo de 1825.

## Historia
Si bien trabajaba como maestro di capella de la ópera italiana de Dresde (para la que componía mayoritariamente operas bufas), Morlacchi tenía libertad para desplazarse a Italia, componiendo para los principales teatros del país óperas de género serio. Así, tras estrenar dos óperas en La Scala de Milán, Morlacchi fue contratado por el Teatro La Fenice de Venecia en 1821 para componer una nueva ópera, que el autor termina en solo 40 días el 25 de diciembre de 1821.
La ópera se estrenó en La Fenice de Venecia el 4 de febrero de 1822, recibiendo un total de 22 representaciones. El estreno fue un gran éxito, siendo la ópera más exitosa de todas las de Morlacchi; el éxito se debió tanto a la calidad del libreto de Rossi y de la música de Morlacchi como a las interpretaciones del tenor Crivelli y del castrato Velluti, que triunfó especialmente con su aria “Caro suono lusinghier”. El propio Velluti contribuyó a la difusión de la ópera cantándola en varias localidades italianas, además de en Londres. La ópera se estrena, entre otras muchas ciudades italianas, en 1823 en Milán, Florencia y Trieste (en estas dos últimas con el propio Velluti), en 1824 en Palermo y Nápoles, en 1825 en Génova y en 1829 en Roma. Fuera de Italia, se representó en Barcelona y Lisboa en 1825, en la ya mencionada Dresde en 1825, en Londres en 1826, en París en 1827, en San Petersburgo en 1829, en Ciudad de México en 1831, en La Haban en 1834 y en Budapest en 1835, traducida al alemán. Se representó por lo menos hasta 1841, cuando vuelve a representarse en San Petersburgo, esta vez traducida al ruso.
En 1832, a propuesta del conservatorio de Milán, Giuseppe Verdi compuso unas variaciones para piano y orquesta del aria “Caro suono lusinghiero”, redescubierta y grabada recientemente por Riccardo Chailly y Jean-Jacques Thibaudet.
La ópera fue recuperada en tiempos modernos en Bad Wildbad, en el seno del Festival Rossini, el 25 y el 27 de julio de 2014.

## Personajes
| Personaje                                   | Voz                            | Elenco del estreno veneciano de 1922 | Elenco del estreno de la revisión de 1825 en Dresde |
| ------------------------------------------- | ------------------------------ | ------------------------------------ | --------------------------------------------------- |
| Boemondo d’Altemburgo                       | tenor                          | Gaetano Crivelli                     | Antonio Bonfiglio                                   |
| Tebaldo (su hijo, con el nombre de Sigerto) | soprano castrato /mezzosoprano | Giovanni Battista Velluti            | Frederike Funck                                     |
| Ermanno di Tromberga                        | bajo                           | Raffaele Benetti                     | Alfonso Zezi                                        |
| Geroldo (su hijo)                           | tenor                          | Domenico Mombelli                    | ?                                                   |
| Isolina (hija de Ermanno)                   | soprano                        | Francesca Maffei Festa               | Matilde Palazzesi                                   |
| Clemenza (pariente de los Tromberga)        | soprano                        | Maria Bramati                        |                                                     |
| Caballeros, parientes, vasallos             |                                |                                      |                                                     |

## Argumento
La acción tiene lugar en Misnia. 
Acto I
Sala de los caballeros en el palacio de Altemburgo
Caballeros y vasallos reciben a Ermanno, que regresa de la guerra, y Clemenza le da una corona de mirto y laurel. Va a celebrarse un torneo; Clemenza le informa a Ermanno que su hija Isolina está enamorada de un Altemburgo, su familia rival. Geroldo espera que sean destruidos después de que Boemondo matara su madre, pero Ermanno recuerda el acuerdo de paz que tenían, que por desgracia fracasó, y quiere mostrar piedad a los hijos de Boemondo. Como castigo por su crimen, Boemondo fue privado de sus bienes, siendo su castillo cedido a Corrado, hermano de Ermanno, y a su muerte se lo legó a Isolina. Ermanno cuenta que tanto Boemondo como Tebaldo murieron. Llega entonces Isolina, feliz de volver a ver a su padre (aria: Oh! come lieto il cor). Cuando lo alaba como el vencedor de la batalla, Ermanno confiesa que quien venció fue un desconocido joven que le salvó la vida y que desapareció sin dejar rastro. Era un caballero que cantaba historias de amor con un arpa, lo que hace que Isolina sospeche la identidad del joven. Ermanno lleva a Isolina a presidir el torneo, ya que ella será quien corone al vencedor; ella espera que entre los caballeros esté su amado Sigerto. Mientras, Geroldo recibe la noticia de que su rival está vivo. 
Exterior del castillo
Se ha celebrado el torneo, del que ha salido vencedor Tebaldo. Se presenta ante Ermanno con el nombre de Sigerto, y éste lo reconoce como su salvador. Isolina lo corona con gran alegría para ambos (aria: Sì; ravvisa quel guerriero). Ermanno invita lo invita entonces al festín que se celebra en el castillo, algo que Tebaldo duda en hacer por el gran dolor que le causa. 
Recinto solitario en el castillo
Boemondo está furioso por lo feliz que es Ermanno en las que antes eran sus posesiones, y jura vengarse (aria: Isolato sulla terra). Aparece entonces Tebaldo; ambos se reencuentran, para alegría de Tebaldo, que creía muerto a su padre. Pero Boemondo le pide que vengue a su asesinada madre y mate a todos sus enemigos, Isolina incluida. Cuando Tebaldo se niega, ya que la ama, Boemondo lo rechaza como hijo suyo. Tebaldo, reconrdando a su madre, promete entonces cumplir con los deseos de su padre. 
Sala en el palacio de Altemburgo
Ermanno concede que Isolina se case con su amado Sigerto. Aparece Tebaldo/Sigerto, acogido como un miembro de la familia por Ermanno y Geroldo, y al enterarse de que le conceden la mano de Isolida y de que ha sido nombrado capitán de sus ejércitos, duda de cumplir su cometido. Entra entonces Boemondo y estalla en furia al ver a su hijo, al que le obliga a partir con él. Ermanno le responde que está comprometido con su hija, por lo que no puede partir. Se escucha entonces la llegada de las tropas enemigas, por lo que todos tienen que partir a luchar de inmediato; Tebaldo/Sigerto acepta dirigir las tropas de Ermanno. Entonces Boemondo revela su identidad y se enfrenta a Ermanno. 
Acto II
Sala
Isolina sufre. Ermanno defiende la lealtad de Sigerto, pero le pide a Geroldo que lo vigile para asegurarse. Isolina recibe una carta de Sigerto en la que revela su identidad: es Tebaldo, el hijo de Boemondo, por lo que ella se siente morir ante el negro futuro que les espera (aria: Barbaro ciel, perché). 
Gruta en el interior de la montaña Erzeburge
Boemondo visita las tumbas de su esposa Sigiberta y su hija Costanza, ambas asesinadas por Corrado, hermano de Ermanno. Recibe a un grupo de caballeros que le ayudarán en su venganza (aria: Fido a voi le mie vendette). 
Atrio
Isolina teme por su futuro. Ermanno le cuenta que Boemondo ha atacado el castillo, y que él va en ayuda de Geroldo para detenerlo. Llega entonces Tebaldo, que quiere despedirse de ella, ya que si se entera de lo ocurrido va a ser peor; ella ve su puñal manchado de sangre. Llega entonces Clemenza y lo acusa de haber matado a Geroldo; él responde que lo ha hecho para salvar a su padre. Le ofrece entonces el puñal a Isolina para que lo mate, pero ella se niega, ya que le vence el amor, y le suplica que huya. Clemenza lamenta la desgracia de ambos amantes y suplica al cielo que sea clemente con ellos (aria: O Ciel, dei miseri consolatore). 
Plaza ante el palacio de Altemburgo
Tebaldo lamenta su suerte y desea volver junto a Isolina (aria: Caro suono lusinghiero). Llega Ermanno, que todavía no sabe que él es Tebaldo, y le pide que encuentre al asesino de su hijo. Boemondo sale de la iglesia y se dispone a apuñalar a Ermanno, pero Tebaldo lo protege. Ermanno se sorprende de que defienda a Boemondo, y entonces finalmente confiesa que él es Tebaldo. Ermanno reconoce que le ha salvado la vida dos veces. Tebaldo pide piedad para Boemondo, ya que ha sido él quien ha matado a Geroldo y merece el castigo. Boemondo lo desprecia por verle suplicar a Ermanno. Isolina recuerda todo el daño que se han hecho mutuamente las dos familias, y le suplica a su padre que los perdone. 
Antiguas bóvedas bajo el castillo
Tebaldo le pide perdón a su padre; éste le promete concedérselo si le ayuda a suicidarse para así huir del castigo que le espera como traidor. Tebaldo acepta morir junto a él. Isolina y Ermanno llegan a tiempo para detenerlos: Ermanno acepta perdonarlos, ganándose así la admiración de Boemondo, y Tebaldo e Isolina podrán finalmente casarse, poniendo así fin a la disputa entre ambas familias. 

## Estructura
Versión de 1822
- Sinfonía

Acto I
- N. 1 - Introducción Da' tuoi figli, dagli amici (Coro, Clemenza, Geroldo, Ermanno)
- N. 2 - Coro y Cavatina Bella stella mattutina - Oh! come lieto il cor (Isolina)
- N. 3 - Coro y Cavatina Di tanti prodi al vincitore - Sì; ravvisa quel guerriero (Tebaldo)
- N. 4 - Recitativo y Terceto In quel soggiorno (Tebaldo, Isolina, Ermanno)
- N. 5 - Escena y Cavatina Isolato sulla terra (Boemondo)
- N. 6 - Escena y Dueto Questo acciaro, che del sangue (Boemondo, Tebaldo)
- N. 7 - Escena y Finale I Qual guerriero! Quale accento! (Isolina, Ermanno, Clemenza, Coro, Tebaldo, Boemondo, Geroldo)

Acto II
- N. 8 - Introducción segunda Isolina sola e mesta (Coro, Ermanno, Clemenza, Geroldo)
- N. 9 - Escena y Aria Barbaro ciel, perché (Isolina, Clemenza, Coro, Ermanno)
- N. 10 - Escena, Coro y Aria Volto è all'occaso il dì - Fido a voi le mie vendette (Boemondo, Coro)
- N. 11 – Escena y Dueto Ah! T'intendo; a me non lice (Tebaldo, Isolina)
- N. 12 - Aria O Ciel, dei miseri consolatore (Clemenza)
- N. 13 - Gran Escena Caro suono lusinghiero (Tebaldo)
- N. 14 - Dueto y Finale II Mira d'avverso fato... Come più dolce al core (Boemondo, Tebaldo, Isolina, Ermanno, Coro)

Versión de 1825
Acto I
- N. 1 - Introducción Da' tuoi figli, dagli amici (Coro, Clemenza, Geroldo, Ermanno)
- N. 2 - Coro y Cavatina Bella stella mattutina - Oh! come lieto il cor (Isolina)
- N. 3 - Coro y Cavatina Di tanti prodi al vincitore - Sì; ravvisa quel guerriero (Tebaldo)
- N. 4 - Recitativo y Terceto In quel soggiorno (Tebaldo, Isolina, Ermanno)
- N. 5 - Escena y Cavatina Isolato sulla terra (Boemondo)
- N. 6 - Escena y Dueto Questo acciaro, che del sangue (Boemondo, Tebaldo)
- N. 7 - Escena y Finale I Qual guerriero! Quale accento! (Isolina, Ermanno, Clemenza, Coro, Tebaldo, Boemondo, Geroldo)

Acto II
- N. 8 - Escena y Aria Barbaro ciel, perché (Isolina, Clemenza, Coro, Ermanno)
- N. 9 - Escena, Coro y Aria Volto è all'occaso il dì - Fido a voi le mie vendette (Boemondo, Coro)
- N. 10 - Escena y Dueto Ah! T'intendo; a me non lice (Tebaldo, Isolina)
- N. 11 - Escena y Romanza Caro suono lusinghiero (Tebaldo)
- N. 12 - Finale II Mira d'avverso fato... Come più dolce al core (Boemondo, Tebaldo, Isolina, Ermanno, Coro)

## Discografía
| Año  | Reparto (Tebaldo, Isolina, Boemondo, Ermanno)                               | Director de Orquesta | Sello discográfico |
| ---- | --------------------------------------------------------------------------- | -------------------- | ------------------ |
| 2014 | Laura Polverelli, Sandra Pastrana, Anicio Zorzi Giustiniani, Raùl Baglietto | Antonino Fogliani    | Naxos              |